# Antiphytum nudicalces
Antiphytum nudicalces är en strävbladig växtart som beskrevs av Ivan Murray Johnston. Antiphytum nudicalces ingår i släktet Antiphytum och familjen strävbladiga växter. Inga underarter finns listade i Catalogue of Life.